# Japan Open Tennis Championships 1997 - Qualificazioni singolare maschile
Le qualificazioni del singolare maschile del Japan Open Tennis Championships 1997 sono state un torneo di tennis preliminare per accedere alla fase finale della manifestazione. I vincitori dell'ultimo turno sono entrati di diritto nel tabellone principale. In caso di ritiro di uno o più giocatori aventi diritto a questi sono subentrati i lucky loser, ossia i giocatori che hanno perso nell'ultimo turno ma che avevano una classifica più alta rispetto agli altri partecipanti che avevano comunque perso nel turno finale.
Le qualificazioni del torneo Japan Open Tennis Championships 1997 prevedevano 28 partecipanti di cui 7 sono entrati nel tabellone principale.

## Teste di serie
1. Olivier Delaître (Qualificato)
2. Jim Grabb (Qualificato)
3. Jamie Delgado (ultimo turno)
4. Andrew Richardson (Qualificato)
5. Jan-Michael Gambill (ultimo turno)
6. Danny Sapsford (ultimo turno)
7. Joost Winnink (Qualificato)

1. Maks Mirny (ultimo turno)
2. Carsten Arriens (Qualificato)
3. David Adams (primo turno)
4. Scott Melville (primo turno)
5. Roger Smith (Qualificato)
6. Kentaro Masuda (ultimo turno)
7. Wayne Arthurs (ultimo turno)

## Qualificati
1. Olivier Delaître
2. Jim Grabb
3. Roger Smith
4. Andrew Richardson

1. David Adams
2. Carsten Arriens
3. Joost Winnink

## Tabellone

### Legenda
| - Q = Qualificato - WC = Wild card - LL = Lucky loser | - ALT = Alternate - SE = Special Exempt - PR = Protected Ranking | - w/o = Walkover - r = Ritirato - d = Squalificato |

### Sezione 1
|  | Primo turno | Primo turno      | Primo turno    | Primo turno | Primo turno |  |  | Ultimo turno | Ultimo turno     | Ultimo turno     | Ultimo turno | Ultimo turno |  |
|  |             |                  |                |             |             |  |  |              |                  |                  |              |              |  |
|  | 1           | Olivier Delaître | 6              | 3           | 6           |  |  |              |                  |                  |              |              |  |
|  |             | Michihisa Onoda  | 4              | 6           | 3           |  |  | 1            | Olivier Delaître | Olivier Delaître | 6            | 6            |  |
|  | 13          | Kentaro Masuda   | Kentaro Masuda | 6           | 6           |  |  | 13           | Kentaro Masuda   | Kentaro Masuda   | 3            | 2            |  |
|  |             | Ikuto Kanenaka   | Ikuto Kanenaka | 3           | 2           |  |  |              |                  |                  |              |              |  |

### Sezione 2
|  | Primo turno | Primo turno   | Primo turno   | Primo turno | Primo turno |  |  | Ultimo turno | Ultimo turno  | Ultimo turno  | Ultimo turno | Ultimo turno |  |
|  |             |               |               |             |             |  |  |              |               |               |              |              |  |
|  | 2           | Jim Grabb     | 6             | 3           | 6           |  |  |              |               |               |              |              |  |
|  |             | Hiroki Ishii  | 4             | 6           | 1           |  |  | 2            | Jim Grabb     | Jim Grabb     | 7            | 6            |  |
|  | 14          | Wayne Arthurs | Wayne Arthurs | 6           | 6           |  |  | 14           | Wayne Arthurs | Wayne Arthurs | 5            | 4            |  |
|  |             | Ryota Taguchi | Ryota Taguchi | 3           | 3           |  |  |              |               |               |              |              |  |

### Sezione 3
|  | Primo turno | Primo turno    | Primo turno    | Primo turno | Primo turno |  |  | Ultimo turno | Ultimo turno  | Ultimo turno  | Ultimo turno | Ultimo turno |  |
|  |             |                |                |             |             |  |  |              |               |               |              |              |  |
|  | 3           | Jamie Delgado  | Jamie Delgado  | 6           | 6           |  |  |              |               |               |              |              |  |
|  |             | Toshiaki Sakai | Toshiaki Sakai | 2           | 4           |  |  | 3            | Jamie Delgado | Jamie Delgado | 4            | 6            |  |
|  | 12          | Roger Smith    | Roger Smith    | 6           | 6           |  |  | 12           | Roger Smith   | Roger Smith   | 6            | 7            |  |
|  |             | Mitsuru Takada | Mitsuru Takada | 2           | 2           |  |  |              |               |               |              |              |  |

### Sezione 4
|  | Primo turno | Primo turno        | Primo turno        | Primo turno | Primo turno |  |  | Ultimo turno | Ultimo turno      | Ultimo turno      | Ultimo turno | Ultimo turno |  |
|  |             |                    |                    |             |             |  |  |              |                   |                   |              |              |  |
|  | 4           | Andrew Richardson  | Andrew Richardson  | 6           | 6           |  |  |              |                   |                   |              |              |  |
|  |             | Kiyotaka Tachibana | Kiyotaka Tachibana | 1           | 4           |  |  | 4            | Andrew Richardson | Andrew Richardson | 7            | 6            |  |
|  |             | Scott Melville     | 6                  | 6           | 7           |  |  |              | Scott Melville    | Scott Melville    | 6            | 3            |  |
|  | 11          | Andrew Foster      | 7                  | 1           | 5           |  |  |              |                   |                   |              |              |  |

### Sezione 5
|  | Primo turno | Primo turno         | Primo turno         | Primo turno | Primo turno |  |  | Ultimo turno | Ultimo turno        | Ultimo turno | Ultimo turno | Ultimo turno |  |
|  |             |                     |                     |             |             |  |  |              |                     |              |              |              |  |
|  | 5           | Jan-Michael Gambill | Jan-Michael Gambill | 6           | 6           |  |  |              |                     |              |              |              |  |
|  |             | Kentaro Matsukawa   | Kentaro Matsukawa   | 2           | 4           |  |  | 5            | Jan-Michael Gambill | 7            | 6            | 6            |  |
|  |             | David Adams         | David Adams         | 6           | 6           |  |  |              | David Adams         | 5            | 7            | 7            |  |
|  | 10          | Ryuso Tsujino       | Ryuso Tsujino       | 3           | 4           |  |  |              |                     |              |              |              |  |

### Sezione 6
|  | Primo turno | Primo turno     | Primo turno     | Primo turno | Primo turno |  |  | Ultimo turno | Ultimo turno    | Ultimo turno    | Ultimo turno | Ultimo turno |  |
|  |             |                 |                 |             |             |  |  |              |                 |                 |              |              |  |
|  | 6           | Danny Sapsford  | Danny Sapsford  | 6           | 7           |  |  |              |                 |                 |              |              |  |
|  |             | Georg Blumauer  | Georg Blumauer  | 4           | 6           |  |  | 6            | Danny Sapsford  | Danny Sapsford  | 3            | 2            |  |
|  | 9           | Carsten Arriens | Carsten Arriens | 7           | 6           |  |  | 9            | Carsten Arriens | Carsten Arriens | 6            | 6            |  |
|  |             | Eduardo Furusho | Eduardo Furusho | 5           | 0           |  |  |              |                 |                 |              |              |  |

### Sezione 7
|  | Primo turno | Primo turno    | Primo turno    | Primo turno | Primo turno |  |  | Ultimo turno | Ultimo turno  | Ultimo turno  | Ultimo turno | Ultimo turno |  |
|  |             |                |                |             |             |  |  |              |               |               |              |              |  |
|  | 7           | Joost Winnink  | Joost Winnink  | 6           | 7           |  |  |              |               |               |              |              |  |
|  |             | Joshua Eagle   | Joshua Eagle   | 2           | 6           |  |  | 7            | Joost Winnink | Joost Winnink | 7            | 6            |  |
|  | 8           | Maks Mirny     | Maks Mirny     | 6           | 6           |  |  | 8            | Maks Mirny    | Maks Mirny    | 6            | 3            |  |
|  |             | Andrew Florent | Andrew Florent | 2           | 2           |  |  |              |               |               |              |              |  |